# Stade Armand Cesari
Stade Armand Cesari, cunoscut și sub numele de Stade de Furiani, este un stadion multifuncțional din Furiani, Franța. În prezent, este folosit în principal pentru meciurile de fotbal ale echipei SC Bastia. Stadionul are o capacitate de 16.048 de locuri și a fost inaugurat în 1932.
A găzduit prima manșă a finalei Cupei UEFA din 1978, în care SC Bastia și PSV Eindhoven din Țările de Jos au terminat la egalitate, scor 0-0. În cele din urmă, PSV a câștigat finala cu o victorie cu 3-0 pe teren propriu, Philips Stadion.
Recordul de asistență pe stadion a fost stabilit la 1 septembrie 2012, când 15.505 persoane au asistat la meciul pierdut de Bastia împotriva lui Saint-Étienne (3-0) într-un meci de campionat. Acest record a depășit recordul stabilit la 26 aprilie 1978, când 15.000 de persoane au asistat la meciul dintre Bastia și PSV Eindhoven, scor 0-0, în prima manșă a finalei Cupei UEFA 1978.